# Otvírák na konzervy

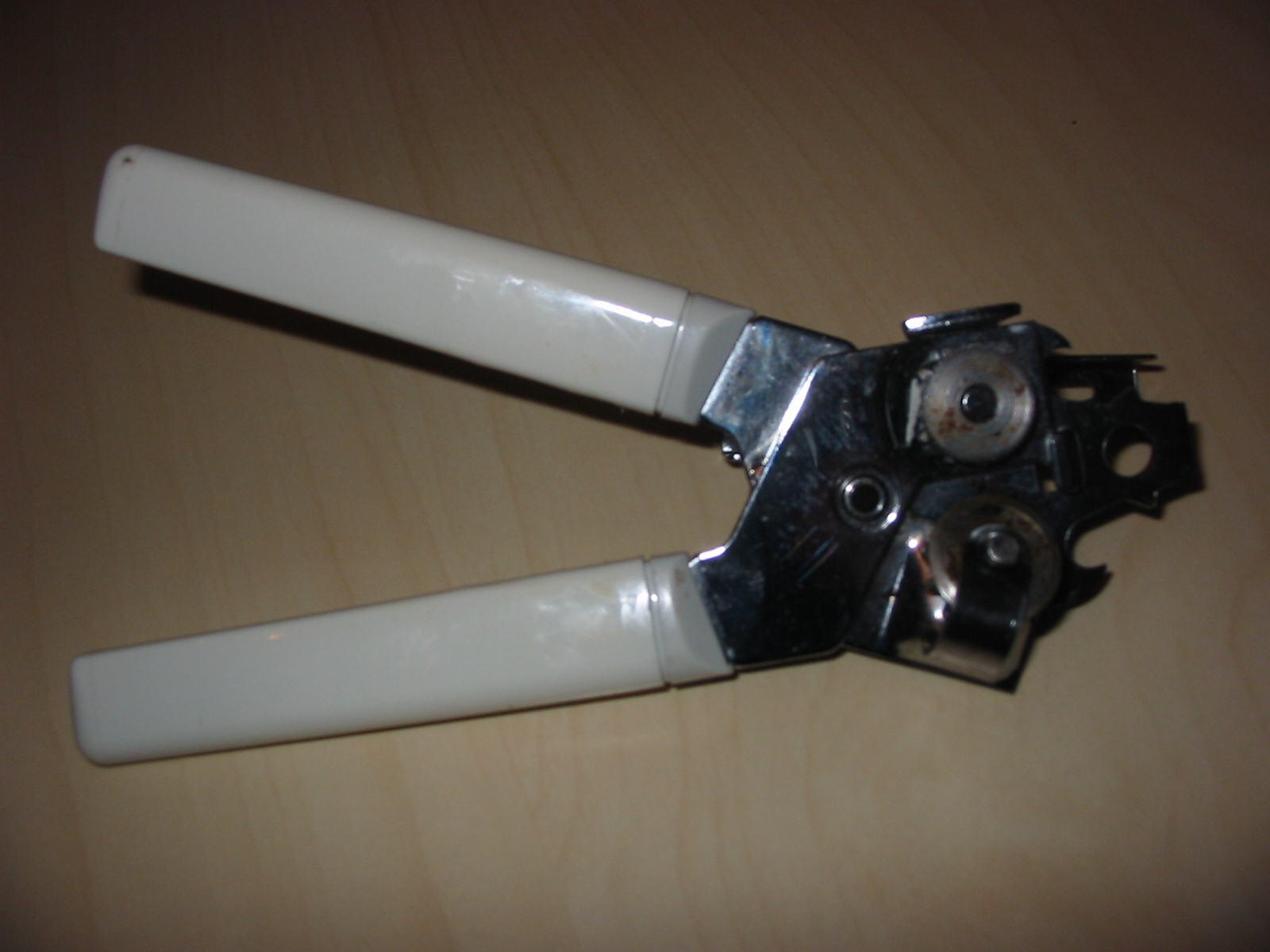
Otvírák na konzervy

Otvírák na konzervy je přístroj (stroj nebo ruční nástroj) určený k otevírání plechovkových konzerv. Otvírání konzervy se děje nejčastěji buďto řezáním nebo střiháním.
Některé menší konzervy se otvírají také rolováním víčka pomocí speciálního klíčku, když se plech navíjí na hřídelku klíčku a jeho oddělování probíhá tahem (plech se vlastně trhá).
První plechové konzervy byly vynalezeny v roce 1810. Jednalo se o masivní zásobníky, otevíratelné pouze noži nebo kameny. Až když se začaly konzervy vyrábět z tenčího plechu, byly vyvinuty i plechovkové otvíráky.
Ezra Warner z Waterbury (Connecticut, USA) si nechal patentovat otvírák na konzervy v roce 1858.
William Lyman vynalezl v roce 1870 otvírák, který řezal plechovku malým kolečkem. V roce 1925 byl pak uveden otvírák s otočným kolečkem a v roce 1931 byl představen první elektrický otvírák na konzervy.